# 人口倫理学
人口倫理学（じんこうりんりがく、英語: population ethics）は、ある行為が将来に生まれる人の種類や数に影響を与える場合に生じる諸問題を研究する倫理学の一分野。人口倫理学における重要な領域の一つは、ある時点で存在する人の種類や数が異なる場合に、どの状態が他の状態よりも好ましいと判断するかを研究する人口価値論（じんこうかちろん、英語: population axiology）である。
デレク・パーフィットが1984年に著した『理由と人格』は、倫理学の現代の一分野として人口倫理学が学界から注目される契機となった。このため、人口倫理学に関する議論は、哲学の歴史においては比較的最近の展開である。人口倫理学において、十分な理論を定式化することは非常に難しいとされる。これまで倫理学者が人口倫理学におけるさまざまな理論を提唱・議論してきたが、学界におけるコンセンサスは現時点では存在しない。